# Моїсеєвка (Казахстан)
Моїсе́євка (каз. Моисеевка) — село у складі Железинського району Павлодарської області Казахстану. Входить до складу Железинського сільського округу.
Населення — 310 осіб (2021; 337 у 2009, 370 у 1999, 546 у 1989).
Національний склад станом на 1989 рік:
- росіяни — 44 %;
- німці — 40 %.